# Нангетти (Австралия)
Нангетти (англ. Nangetty) — небольшой сельский населённый пункт в Средне-Западном округе, штат Западная Австралия, входящий в состав района местного самоуправления Шир Мингенью. Расположен примерно в 330 км от столицы штата Перты и занимает площадь 400,61 км2.